# محله قصردشت
محله قصرِدشت یا قصرالدشت یکی از قدیمی‌ترین محله های شیراز است که در غرب این شهر قرار دارد.
باغات قصردشت در چند سال اخیر با بی توجهی مسئولان و شهرداری شیراز قرار گرفته و با تفکیک این اراضی باغات تبدیل به منطقه مسکونی گردیده و فضای باغات در حال تخریب هستند و از طرفی این مهم موجب گردیده که هوای شیراز نامطلوب و نا مطبوع گردد و وجه ی شهری به زوال رود 

## ریشه شناسی
علت نام این محله هنوز مشخص نیست زیرا در این محل نه قصری وجود دارد و نه دشتی که بتوان این نام را تعمیم داد؛ ولی بر اساس قول قدما، بزرگان و فرهیختگان این محل مانند محمود شعبانی (صاحب کتاب مجموعه اشعار هزارباغ) و علیرضا شاپور شهبازی (باستان‌شناس شهیر ایران) نام باستانی این منطقه هزار باغ بوده که با توجه به عمارتهای زیبایی که در بعضی از باغهای این محل مانند باغ نوابی وجود داشته‌است مانند نگین و قصری مقابل دشت شیراز خود نمایی می‌کرده و می‌درخشیده‌ است. همچنین در این محله حَرَم امامزاده ای به نام شاهزاده محمد قرار دارد که به روایتی فرزند امام موسی کاظم است. همچنین میوهای خرمالو، انار قصردشت از بهترین میوهای باغات شیراز می‌باشند.
در قدیم به «مسجد بردی» هم شهرت داشته‌است، که دلیل آن وجود یک مسجد سنگی مربوط به قرن ششم هجری در این محله‌است که کتیبه‌های سنگی آن هنوز در مسجد رئیس احمدی قصردشت موجود است. اهالی قدیم شیراز این محله را «شربت خانه شیراز» می‌نامیده‌اند که علت کاربرد این صفت باغهای میوه فراوان این محله‌است که در وسعتی بیش از ده‌ها هکتار در گستره شهر شیراز قرار دارد.

## کوچه باغ های قصردشت
قصر دشت کوچه باغ ها و باغ های زیادی با وسعت ۱۳۰۰هکتار دارد که محصول اصلی این محل انار و خرمالو قصردشت است که این محصولات نه تنها شهرت ملی بلکه شهرت جهانی دارد

## قدمت
این محله حدود صد سال قبل در بیرون از شهر قرار داشت و یکی از ییلاق خوش آب و هوا برای سرمایه داران شیراز بوده‌است ولی با افزایش جمعیت و مهاجرت روزافزون این محله در قلب شهر شیراز جای گرفته و زندگی شهرنشینی و ماشینی روز به روز بیشتر به نابودی طبیعت این محله دامن می‌زند.

## بزرگراه بلوارها و خیابان ها
- بزرگراه کوهسار
- بلوار ایمان(همت)
- بلوار میرزای شیرازی شرقی(قصردشت)
- بلوار قدوسی غربی
- بلوار شاهد
- بلوار مهر
- خیابان صاحب الامر (روستای قصردشت)
- خیابان قصردشت
- خیابان گلخون
- خیابان دانش آموز
- خیابان شهید رادفر (بیمارستان دنا)
- خیابان عظیم
- خیابان شهید رمضانی (قبرستان قصردشت)

## خیابان قصردشت
خیابانی است طولانی که از مرکز شهر شروع و تا شمال غربی ادامه دارد. از چهارراه ۱۵ خرداد (پارامونت سابق) در مرکز آغاز می‌شود و به چهارراه قصردشت در غرب شهر ختم می‌گردد. این خیابان در طول مسیر خود از محله‌های بسیاری می‌گذرد و خیابان‌های فرعی زیادی از آن منشعب می‌شوند.
محلات و خیابان‌های فرعی منشعب از قصردشت:
- سینما سعدی
- خیابان برق
- خیابان باغشاه (فلسطین)
- ملاصدرا
- چوگیاه
- خیابان عفیف آباد
- آسیاب قوامی
- خیابان ولی‌عصر
- بلوار مطهری شمالی (زرگری)
- ابیوردی

## ایستگاه متروی قصردشت
همچنین محله قصردشت یک ایستگاه مترو با نام ایستگاه قصردشت دارد که در چهارراه قصردشت ابتدای خیابان گلخون قرار دارد.

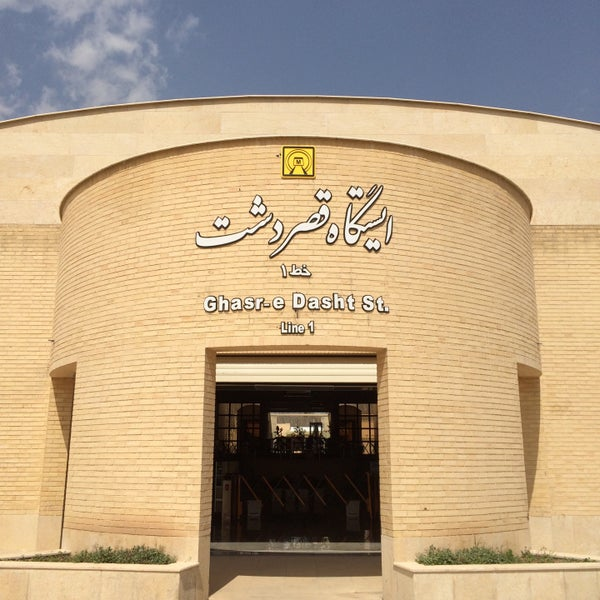